# Galliumarsenide
Galliumarsenide (GaAs) is een anorganische verbinding tussen gallium en arseen. Het is een belangrijke halfgeleider met toepassingen in leds en zonnecellen. Vanwege zijn hoge elektromobiliteit kunnen elektronen erg snel van het ene naar het andere atoom overspringen. Hierom wordt galliumarsenide veel toegepast in geïntegreerde schakelingen waarbij hoge frequenties (tot meer dan 250 GHz) gebruikt worden. Die rol in geavanceerde electronica maakt gallium tot een strategisch metaal.  

## Micro-elektronica
In de jaren '80 van de 20e eeuw verwachtte men dat galliumarsenide silicium zou vervangen bij de productie van micro-elektronica. Er is zelfs een supercomputer gebouwd met een processor gemaakt van galliumarsenide. De hogere prijs van galliumarsenide ten opzichte van silicium, dat over de hele wereld in de aardkorst gevonden kan worden, zorgde samen met het feit dat galliumarsenide-circuits veel meer stroom verbruiken, ervoor dat dit project roemloos ten onder ging.

## leds
Galliumarsenide heeft een directe band gap of bandkloof, hetgeen betekent dat elektronen van de geleidingsband heel gemakkelijk kunnen overspringen naar de valentieband, omdat de afstand tussen deze beide banden klein is. Hierdoor kunnen gemakkelijk fotonen worden geëmitteerd. Dit maakt galliumarsenide geschikt voor gebruik als led of lasermedium.

## Zonnecellen
In 1970 werd door de Wit-Russische geleerde Zhores Alferov de eerste heterostructuur zonnecel gemaakt op basis van galliumarsenide. In combinatie met germanium en indiumgalliumfosfide (InGaP) ontstond een zonnecel met een efficiëntie van 32%. Dit type zonnecel wordt nog steeds gebruikt bij de marsrobots Spirit en Opportunity. Ook zonnewagens als de Nuna-serie en de auto's van Solar Team Twente maakten gebruik van dit type zonnecel.

## Toxicologie en veiligheid
Omdat galliumarsenide arseen bevat, wordt de stof als carcinogeen beschouwd. Aan de andere kant is galliumarsenide een dusdanig stabiele stof en bovendien zeer slecht oplosbaar in water, dat na inname de stof over het algemeen intact het lichaam weer verlaat, waarbij nauwelijks iets in het lichaam achterblijft. Alleen bij contact met de stof in fijne poedervorm is er een grotere kans dat een gedeelte oplost in een lichaamsvloeistof en daarbij het lichaam binnendringt.